# フェラーリ・643
フェラーリ643 (Ferrari 643) は、スクーデリア・フェラーリが1991年のF1世界選手権参戦用に開発したフォーミュラ1カーで、元マクラーレンのスティーブ・ニコルズと、元ティレルのジャン＝クロード・ミジョーが設計した。1991年の第7戦から最終戦までの10レースに実戦投入された。最高成績は2位（2回）。

## 643

### 開発の経緯
フェラーリで当時テクニカル・ディレクターのピエル・グイード・カステッリの証言では、前作642とこの643は全く異なるマシンであり、643は7月の第1週に開催されたフランスGPでのデビューまでに3ヶ月という短期間で製作されたと述べている。開発にはイギリスのGTO（フェラーリ・ギルドフォード・テクニカルオフィス、ジョン・バーナードが1986年設立）が大きな役割を果たした。前シーズン終了後に描いていたチーム戦略として、この91年のフェラーリは最初の2レースを旧車641/2の進化版である642で走り、第3戦からブランニューマシンを投入する構想があり、1990年末の時点でそれはエースであるアラン・プロストにも伝えられていた。しかし結果的に「フェラーリはそう出来なかった。」とプロストは述べている。
その理由としてカステッリは「チームは前年にプロストをチャンピオン争いさせたことでシャーシを自慢に感じ、慢心してしまったんだ。1月からのテストで642が好調なタイムを記録したことでさらに過信し、チェザーレ・フィオリオはこれで十分戦えると判断したんだろう。」「しかし4台も642を持ち込んだ開幕戦で敗れ、やっと642ではマクラーレン・MP4/6にもウィリアムズ・FW14にも勝てないという事実がわかり、新車の必要性に迫られた。643の製作が動き始めたけどそれが出来るまでは642にモデファイし続けるしかなかった。モデファイはポジティブで、マクラーレンとは戦えた。しかし開幕戦フェニックスの時点でウィリアムズ・FW14が最高のマシンなのは明らかだった。エルフのガソリンとルノーエンジンの組合せも彼らの優位性の要因だが、そのガソリン・ウォーズでも我々は遅れていた。」と語っている。監督のフィオリオはチーム方針の不手際、混乱の責任を追及され、643の完成を見ずに5月14日フェラーリ取締役会議により更迭された。

### シャーシー
モノコック側面部をカーボン地のままにするなど、デザイナーのニコルズがかつて関わったマクラーレン・MP4シリーズ風のデザインになっている。642からの最も大きな変更はフロント部分で、風洞実験のデータと空力を専門分野とするミジョーのコンセプトが導入された。ティレル・019でそのアイディアを持ち込んだミジョーにより643にもモノコック先端が持ち上げられたハイノーズが導入され、ノーズ自体も642より細くされた他、サイドポンツーンも642とは違なり短くされたクラシカルな形状となっており、従来のジョン・バーナードがデザインした639、640と、その発展型である641、641/2、642の流れを引き継いでいないデザインとなった。
カーデザイナーの由良拓也は643を見て、「ノーズの形状など、随分とウィリアムズ・FW14に影響を受けた印象があります。FW14のフロントに642/2のリア部分をくっつけた、みたいな。美しいフォルムと仕上がりはさすがフェラーリ、というところですが、個人的にはフェラーリのマシンが個性を失くしてしまったのは非常に残念です。」と感想を述べた。

## 1991年シーズン
デビュー戦となったフランスGPでは、地元で強さを見せるアラン・プロストが予選2位を獲得。レースでも中盤にウィリアムズのナイジェル・マンセルに抜かれるまでトップを走行し、不振脱出の手掛かりをつかんだように見えた。
しかし、低ダウンフォース時のマシンの不安定さは解消されず、エンジントラブルも頻発した。ベルギーGPではジャン・アレジがタイヤ無交換作戦でトップに立つが、エンジンブローによりF1初優勝を逃した。シーズン終了後にアレジは643について「マニクールやバルセロナのような路面のフラットなサーキットでは643はウィリアムズと互角のスピードで走れたよ。でもシルバーストンやエストリルのようなバンピーなサーキットではマシンを押さえつけるだけで精一杯だった」と語っている。
プロストは643で3レースを戦ったあとのインタビューで、「事前にテスト走行を重ねてから実戦投入という過程を踏めなかったので、レース距離を走り切る能力に欠けていた。特にセミオートマチック・ギアボックスとオルタネーターに問題が多く発生して、一つ一つの問題は難しいものではないけど、ひとつ解決するとすぐ次のトラブルが出て安定したパフォーマンスにならない。」と述べ、マシン自体については「642から643になって、水温上昇の問題は少なくなって改善されていた。643はガソリンが多い状態、つまりレース序盤はかなり良いんだ。それはフランスGPやイギリスGPで見てもらえたと思う。でもガソリン量が少なくなるとハンドリングが変わって、ドライビングが難しいマシンになる。それと、単純にストレートで遅い。それはシルバーストンでベルガーのマクラーレン・ホンダ（MP4/6）と一緒に走った時よくわかった。スローシケインとコーナーは彼より私の643の方が速かったよ。」とガソリン量が多い状態でのコーナリング性能は悪くなかったと証言している。
このような散々な状況の元、チームに対して批判的な言動を行っていたプロストは、日本GP後にチームから解雇されてしまった。最終戦はプロストの代役として、テストドライバーのジャンニ・モルビデリが起用された。
結果的にフェラーリは最終戦オーストラリアGPも含めてシーズン未勝利に終わり、その後様々な改善やテコ入れを試行錯誤したものの、1990年第14戦スペインGPから1994年シーズン第9戦ドイツGPまでの間、グランプリ58連敗を重ねる低迷期へ突入する。

## スペック

### シャーシ
- シャーシ名 643
- 全長 4,400 mm
- 全幅 2,130 mm
- 全高 1,004 mm
- ホイールベース 2,881 mm
- 前トレッド 1,800 mm
- 後トレッド 1,675 mm
- 重量 505 kg
- ダンパー ペンスキー/フェラーリ・ビルシュタイン
- クラッチ AP
- ブレーキキャリパー SEP
- ブレーキディスク・パッド ヒトコ
- ホイール スピードライン
- タイヤ グッドイヤー
- ギヤボックス 縦置き7速セミオートマチック

### エンジン
- エンジン名 Tipo037
- 気筒数・角度 V型12気筒・65度
- 排気量 3,500cc
- スパークプラグ チャンピオン
- 燃料・潤滑油 Agip
- イグニッション マニエッティ・マレリ
- インジェクション マニエッティ・マレリ

## 記録（第6戦以前は642を使用）
| 年   | No. | ドライバー           | 1   | 2   | 3   | 4   | 5   | 6   | 7   | 8   | 9   | 10  | 11  | 12  | 13  | 14  | 15  | 16  | ポイント | ランキング |
| 年   | No. | ドライバー           | USA | BRA | SMR | MON | CAN | MEX | FRA | GBR | GER | HUN | BEL | ITA | POR | ESP | JPN | AUS | ポイント | ランキング |
| ---- | --- | -------------------- | --- | --- | --- | --- | --- | --- | --- | --- | --- | --- | --- | --- | --- | --- | --- | --- | -------- | ---------- |
| 1991 | 27  | アラン・プロスト     |     |     |     |     |     |     | 2   | 3   | Ret | Ret | Ret | 3   | Ret | 2   | 4   |     | 55.51    | 3位        |
| 1991 | 27  | ジャンニ・モルビデリ |     |     |     |     |     |     |     |     |     |     |     |     |     |     |     | 6   | 55.51    | 3位        |
| 1991 | 28  | ジャン・アレジ       |     |     |     |     |     |     | 4   | Ret | 3   | 5   | Ret | Ret | 3   | 4   | Ret | Ret | 55.51    | 3位        |

- 太字はポールポジション、斜字はファステストラップ
- コンストラクターズランキング3位
- ドライバーズランキング5位（アラン・プロスト）予選最高位2位 決勝最高位2位
- ドライバーズランキング7位（ジャン・アレジ）予選最高位4位 決勝最高位3位
- ドライバーズランキング24位（ジャンニ・モルビデリ）予選最高位7位 決勝最高位6位（最終戦にプロストの代役として出走）
- ^1  16ポイントは642での得点

## 保存車両
2023年2月にパリで行われたRMサザビーズのオークションにて、「643 シャシー127」が366万ユーロ（約5億1300万円）で落札された。走行が可能なコンディションの良い状態だったことで、未勝利のF1マシンとしては非常に高額での売買であると報じられた。